# AMD Cinema 2.0
AMD Cinema 2.0 (сокращённо Cinema 2.0) — концепция, инициатива и программа американской компании AMD по созданию и реализации интерактивной трёхмерной компьютерной графики в реальном времени. Cinema 2.0 станет, согласно AMD, «краеугольным достижением в ультрареалистичных и интерактивных визуальных вычислениях», и «продырявит барьер восприятия» у пользователей данной технологии.

## История
Впервые «Cinema 2.0» демонстрировалась 16 июня 2008 года в Сан-Франциско, тогда она и была анонсирована. Позднее стали известны дополнительные детали и подробности. В качестве демонстрации технологии был представлен видеоролик, на котором была представлена Руби (англ. Ruby), брендовый маркетинговый персонаж AMD, преследуемая гигантским роботом в современном урбанистическом ландшафте. Рендеринг данного видеоролика производился в реальном времени на одном персональном компьютере, который был оснащен двумя видеокартами на базе GPU Radeon RV770, четырехъядерным процессором AMD Phenom X4 9850 и чипсетом AMD 790 FX.
Чарли Босвелл (англ. Charlie Boswell), руководитель профильного подразделения AMD, так обрисовал новую разработку: «С Cinema 2.0 вы не просто смотрите кино, вы участвуете в нём. Представьте возможность осмотреть окружающий мир в научно-фантастическом фильме, занять место автогонщика в сцене гонок, оказаться в самом центре борьбы с пожаром — все это возможно с 2.0».
10 сентября 2009 года компания AMD на борту авианосца USS Hornet провела закрытую презентацию под названием «AMD Demonstrates the PC’s Next Act» (AMD демонстрирует следующий акт для PC), на которой продемонстрировала технологию ATI Eyefinity, Radeon HD 5870 и новую технологическую демонстрацию Ruby. Также по этому поводу был опубликован пресс-релиз на официальном сайте. В данном пресс-релизе AMD заявила, что новое поколение графических процессоров Radeon R800 (Radeon HD 5xxx) будет способно отображать «невероятно сложные виртуальные окружения и персонажей, которые никто раньше не видел». Было представлено несколько скриншотов, связанных с демонстрацией Руби и «Cinema 2.0». Среди этих скриншотов часть была с презентации 2008 года, а часть представляла новую технологическую демонстрацию, которая исполнялась в режиме реального времени.
23 сентября 2009 года AMD опубликовала 7-минутное видео, на котором заснята презентация «AMD Demonstrates the PC’s Next Act», проводившаяся ранее в этом месяце. На мероприятии была представлена технологическая демонстрация Руби, исполняемая в реальном времени при помощи Compute Shader на Direct3D 11.
23 сентября 2010 года AMD объявила о проведении мероприятия, посвящённого выпуску линейки графических процессоров Radeon HD 6000. Событие было запланировано на 12 октября в Лос-Анджелесе. По сообщениям AMD, на этом мероприятии должна была быть представлено новая версия инициативы «AMD Cinema 2.0».

## Описание
Суть Cinema 2.0 состоит в создании полностью интерактивных компьютерных игр и других приложений, которые будут иметь «кинореалистичную» графику, то есть «Cinema 2.0» стремится приблизить качество графики реального времени к качеству неинтерактивной графики в современных кинофильмах. Концепция AMD «Cinema 2.0» была представлена одновременно с анонсом линейки графических ускорителей Radeon HD 4800 (RV770). «Cinema 2.0» является средством, обеспечивающим расчет трассировки лучей (англ. ray-tracing) в реальном времени на графических процессорах Radeon и центральных процессорах AMD Phenom. «Cinema 2.0» реализована при помощи графического движка OTOY, над её разработкой трудятся компании OTOY и LightScape в сотрудничестве с AMD.
В Сан-Франциско для демонстрации было представлено три демонстрационных видео, каждое из которых рендерилось в реальном времени и базировалось на использовании вокселей для геометрии и трассировки лучей для освещения. На первом видео была представлена Руби (англ. Ruby), брендовый маркетинговый персонаж AMD, преследуемая роботом в урбанистическом ландшафте. На втором видео «Fincher’s Bug Snuff „Scorpion“» был представлен скорпион, ползающий вокруг ствола дерева. На третьей демонстрации была представлена сцена с трансформерами.